# Département Son, vidéo, multimedia de la Bibliothèque nationale de France
Le département Son, vidéo, multimedia de la Bibliothèque nationale de France, installé sur le site Tolbiac / François Mitterrand, traite et conserve les documents sonores, audiovisuels et multimédia sur support. 

## Histoire

### Origines
Les origines du département SVM remontent à 1911 quand le linguiste Ferdinand Brunot crée au sein de la Sorbonne, avec l'aide d'Émile Pathé, les Archives de la parole pour y rassembler les enregistrements qu'il réalise dans l'ensemble de la France à des fins linguistiques, mais aussi pour garder trace de voix célèbres.

### Création de l'obligation de dépôt légal
Une loi du 19 mai 1925 réformant le dépôt légal y intègre les documents phonographiques. Cette nouveauté conduit à la transformation des Archives de la Parole en Musée de la Parole et du Geste en 1928, cette fois avec l'aide de Léon Gaumont. 
Ce nouveau « Musée » s'installe alors dans un bâtiment prêté par la Ville de Paris de l'université, situé au 19, rue des Bernardins. 
Dans les années qui suivent, le Musée acquiert des collections à caractère ethnographique de différentes parties du monde, ainsi que ses premiers appareils de lecture sortis de l'usage courant. 
La loi de 1925 n'est guère respectée par les producteurs de phonogrammes : pour tenter d'y remédier, comme pour répondre aux sollicitations croissantes du monde universitaire, le comité consultatif de la régie du dépôt légal, créé en vertu de la loi du 19 mai 1925, propose, le 25 octobre 1937, de créer à partir de ce musée un service unique de conservation des documents phonographiques provenant ou non du dépôt légal. 
La proposition ayant reçu l'aval du ministre de l'Éducation nationale Jean Zay, un accord est passé le 25 janvier 1938 avec l'Université de Paris, et un décret du 8 avril 1938 fait du Musée de la Parole un service appelé Phonothèque nationale,. 
Les locaux de la rue des Bernardins deviennent alors une « annexe de la Bibliothèque nationale ». La Phonothèque y reste pendant toute la guerre et au-delà, et occupait toujours ces locaux en 1967. 
La constitution officielle de la Phonothèque nationale n'améliore guère la collecte des documents. En revanche, en 1940, lorsque les combats menacent, plusieurs éditeurs livrent leurs archives à la Phonothèque pour que la mémoire en soit préservée. Les textes sur le dépôt légal promulgués sous Vichy ne rappellent pas le dépôt des phonogrammes mais les versements reprennent peu à peu à la Libération.

### Extension du dépôt légal
La loi de 1975 étend le dépôt légal aux « vidéogrammes » et celle de 1992 aux logiciels et aux bases des données. Ces nouveaux types de production sont aussi destinés à être conservés à la Phonothèque qui, sous l'empire du décret de 1977, constitue désormais le département de la Phonothèque et de l'Audiovisuel. 
En 1994, ce service déménage dans le nouveau bâtiment de Tolbiac et devient le département de l'Audiovisuel. Il devient en 2020 le département Son, vidéo, multimedia. 

## Organisation
Le département accueille le public dans deux salles : la salle A au sein du Haut-de-jardin, et la salle P au sein du Rez-de-jardin. Cette dernière est partagée entre le département de l'Audiovisuel et l'Inathèque. 
Lors de la demande de consultation d'un document en salle P, le document physique n'est pas mis à disposition du lecteur : s'il ne l'a pas déjà été, il fait l'objet d'une numérisation. 
Le document, son conditionnement ou la documentation qui l'accompagne (livret d'un CD par exemple) lui est cependant confié sur demande. 

## Collections
Le département conserve environ 1 500 000 documents correspondant à quatre types de publications. 
Il s'agit principalement de documents destinés à une distribution commerciale physique : les documents sonores, les documents audiovisuels, les documents informatiques sur support et les « multimédia multisupport ». 
Au titre de la première catégorie, il assure la conservation des disques noirs, des cassettes audio et des disques compacts. 
Il conserve des fonds importants de documents sonores, dont le fonds Charles Delaunay sur le jazz, et les discothèques personnelles de Nadia Boulanger, Maurice Ravel et Francis Poulenc entre autres. 
En ethnologie, aux collections anciennes sont venues s'ajouter entre autres le fonds Massignon (Geneviève et Yves Massignon) sur l'Acadie. Le secteur des documents sonores comprend aussi un fonds provenant de l'Office universitaire de recherche socialiste. 
En 2001, les fonds sonores comprenaient quelque 6 600 cylindres, 340 000 78 tours et autant de microsillons. 
Les documents audiovisuels correspondent à l'image animée, généralement accompagnée de son ; les principaux supports sont les cassettes vidéos, et notamment, compte tenu du marché français, des VHS, ainsi que les DVD cinématographiques et des disques Blu-ray. 
En 2001, le département détenait environ 90 000 documents à ce titre. 
Entrent dans la catégorie des documents informatiques les vidéodisques ainsi que les supports assurant la diffusion des logiciels et des jeux vidéo : CD-ROM, DVD-ROM, cartouches. Plus de 20 000 jeux vidéo sont entrés dans cette collection depuis l'extension du dépôt légal aux documents électroniques en 1992, ce qui en fait l'une des plus importantes collections publiques d'Europe en la matière. 
Enfin, sont conservés au titre de multimédia multisupports les livres ou revues accompagnés d'un support précédemment décrit comme un livre accompagné de cassettes audio, une revue accompagnée d'une VHS ou un livre vendu avec un CD-ROM. Le département conserve ainsi de nombreuses méthodes de langue. 
Sont également présents dans le département des livres et revues sur l'histoire de la musique, du cinéma, de l'audiovisuel, le droit de l'audiovisuel et du multimédia. 
Les usuels, à disposition des usagers du département et à ceux de l'Inathèque, comprennent aussi quelques partitions, mais le département de conservation de la musique imprimée est le département de la Musique. 
Le département SVM conserve également, sous le nom de collection Charles Cros, un ensemble de 1 300 appareils d'enregistrement ou de lecture de documents audiovisuels ou numériques.

## Responsables
- Roger Dévigne (1938-1953)[6]
- Roger Décollogne (1954-1976)
- Marie-France Calas (1976-1993)
- Gérard Cohen (1993-1994)
- Gérald Grunberg (1994-1996)
- Isabelle Giannattasio (1996-2012)
- Christophe Gauthier (2012-2014)
- Sébastien Gaudelus, par intérim (2014-2015)
- Pascale Issartel (2015-2021)
- Emmanuel Aziza (depuis 2022)